# カーマカニック
カーマカニック （Karmakanic）は、2002年にベーシストにしてキーボード奏者のヨナス・レインゴールドによって、スウェーデンのマルメで結成されたスウェーデンのプログレッシブ・ロック、プログレッシブ・メタル・グループである。現在、インサイド・アウト・ミュージックと契約を交わしている。

## メンバー
- ヨラン・エドマン (Göran Edman) - ボーカル
- ニルス・エリクソン (Nils Erikson) - ボーカル、キーボード
- クリスター・ユンソン (Krister Jonsson) - ギター
- ヨナス・レインゴールド (Jonas Reingold) - ベース
- ラレ・ラーション (Lalle Larsson) - キーボード
- モーガン・オーギュレン (Morgan Ågren) - ドラム

## ディスコグラフィ

### スタジオ・アルバム
- 『エンタリング・ザ・スペクトラ』 - Entering the Spectra (2002年、Regain)[1]
- 『ホイール・オヴ・ライフ』 - Wheel of Life (2004年、The End Records)[1]
- 『フーズ・ザ・ボス・イン・ザ・ファクトリー』 - Who's the Boss in the Factory? (2008年、Inside Out)[1]
- 『イン・ア・パーフェクト・ワールド』 - In a Perfect World (2011年、Inside Out)[2]
- 『ドット』 - DOT (2016年)

### ライブ・アルバム
- 『ザ・パワー・オヴ・ツー』 - The Power Of Two (2010年、Reingold Records) ※カーマカニック/エージェンツ・オヴ・マーシー名義
- 『ライヴ・イン・ザ・US』 - Live in the US (2012年、Reingold Records)
- 『ホテルキャントアフォードイット』 - Hotel Cantaffordit (2018年、Reingold Records) ※タンジェカニック（タンジェント+カーマカニック）名義